# Macrocentrus fuscipes
Macrocentrus fuscipes är en stekelart som beskrevs av Cameron 1906. Macrocentrus fuscipes ingår i släktet Macrocentrus och familjen bracksteklar. Inga underarter finns listade i Catalogue of Life.